# 纽芬兰英语
纽芬兰英语（英語：Newfoundland English）是主要在加拿大纽芬兰与拉布拉多省使用的几种英语口音，和加拿大其它地区的英语有很大不同。部分口音与英格兰西部的口音接近，尤其是布里斯托口音和康沃尔口音；部分口音与爱尔兰英语的东南部口音接近；还有部分口音混合了前两种及苏格兰口音。